# Masacre de Boston

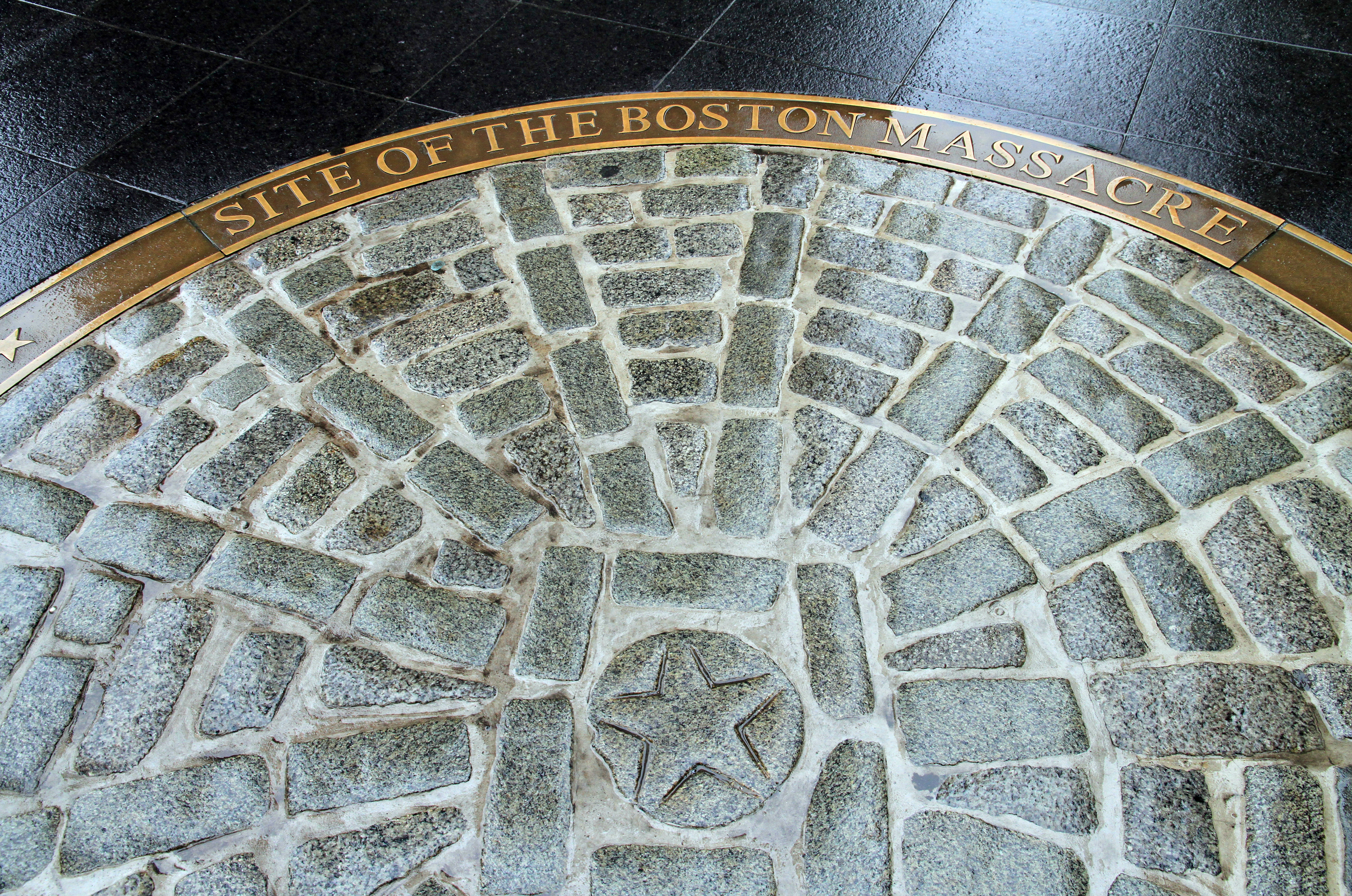
Marca en el lugar de la masacre.

La Masacre de Boston ocurrió la noche del lunes 5 de marzo de 1770. La tensión ocasionada por la ocupación militar de Boston, se incrementó tras los disparos que un grupo de soldados realizaron contra un disturbio que protestaba contra la subida de impuestos por parte de la metrópoli Inglaterra para así recuperarse de las pérdidas económicas tras la Guerra de los Siete Años. John Adams diría más tarde que, tras la noche de la Masacre de Boston, comenzó el deseo de independencia de los Estados Unidos de América.
El incidente comenzó cuando un joven aprendiz de un fabricante de pelucas llamado Edward Garrick, se acercó a un oficial de la Casa de Aduanas (Royal Custom House) solicitando un pago de su maestro. Cuando el aprendiz, siendo ignorado, se volvió ruidoso en sus demandas, un centinela británico, el soldado de primera White, sacó al joven del edificio y lo golpeó. Garrick, furioso, volvió con un grupo de colonos y arrojaron a White bolas de nieve, hielo y basura. 
El alboroto hizo salir al oficial de guardia, el capitán Thomas Preston, que llegó en ayuda de White con un cabo y un grupo de ocho soldados de primera del 29º Regimiento de a Pie. La muchedumbre creció en tamaño y continuó lanzando piedras, maderas y trozos de hielo a los soldados británicos.
En medio de la confusión, se escuchó la orden “no disparar” emitida por el capitán Preston. Uno de los militares, el soldado de primera Hugh Montgomery, cayó al suelo debido a un golpe, lo que le llevó a disparar “accidentalmente” al aire su mosquete. (Más tarde, sin embargo, admitiría que disparó deliberadamente a la muchedumbre). A los demás soldados les entró el pánico y comenzaron a disparar a la multitud. Murieron cinco personas, los tres colonos Samuel Gray, James Caldwell y Crispus Attucks (un mulato), morirían al instante y, otros dos, Samuel Maverick (al día siguiente) y Patrick Carr (cerca de una semana después). Los hechos fueron descritos por un platero y grabador de Boston llamado Paul Revere, que vivía cerca de allí en un grabado. Revere describe en el grabado de forma incorrecta los hechos. Según él, fue una pelea cuerpo a cuerpo, sin nieve en el suelo, Attucks era blanco, y el Comandante británico estuvo siempre detrás de sus tropas. En el grabado, el cartel de la “Casa de Aduanas”, esta alterado para poner “Carnicería”.
Christian Remick, quien coloreó el grabado, señaló incorrectamente que el evento ocurrió de día añadiendo un azul claro para el cielo, pese a que se observa claramente que está la luna en cuarto creciente. 		
Los soldados implicados fueron juzgados por un jurado compuesto por colonos y con John Adams (que posteriormente sería el sucesor de George Washington en la presidencia de los Estados Unidos) y Josiah Quincy II, un famoso abogado estadounidense, como abogados de la defensa. Seis de los soldados fueron hallados no culpables y otros dos -los dos únicos que se comprobó que habían cargado dos veces sus mosquetes-, Hugh Montgomery y Matthew Killroy, fueron encontrados culpables de homicidio involuntario, lo cual se penaba realizando una marca en el pulgar. El oficial, el capitán Thomas Preston, fue absuelto, ya que el jurado no pudo probar si había realmente ordenado a sus soldados disparar. La decisión del jurado da a entender que creía que los soldados fueron claramente provocados pero, que su uso de la fuerza fue desmesurado.
Samuel Adams acuñó el término Masacre de Boston y lo usó para propósitos de propaganda. Argumentaba que la importancia no radicaba en el pequeño número de víctimas, sino en el hecho de la participación de la clase trabajadora estadounidense en un acto revolucionario. El funeral por las cinco personas fallecidas fue el acto que congregó al mayor número de personas hasta esa época en Estados Unidos. Los bostonianos allí congregados exigieron la partida de las tropas británicas de la ciudad.
Para los británicos, este suceso se conoció como el incidente de King Street.

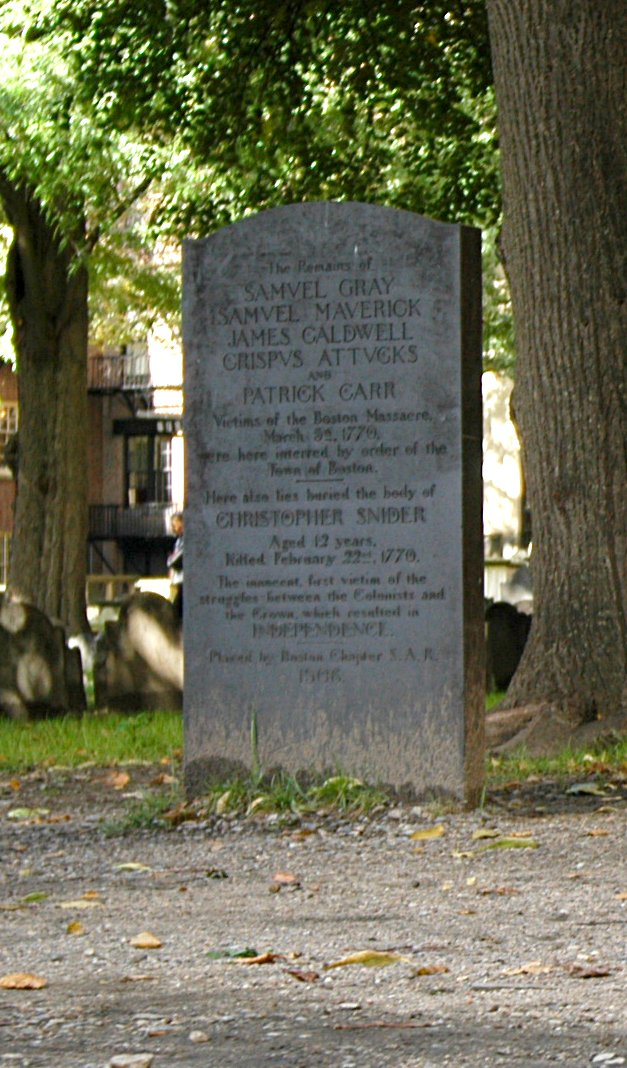
Estela sobre las víctimas de la masacre en el Granary Burying Ground